# Mengsel

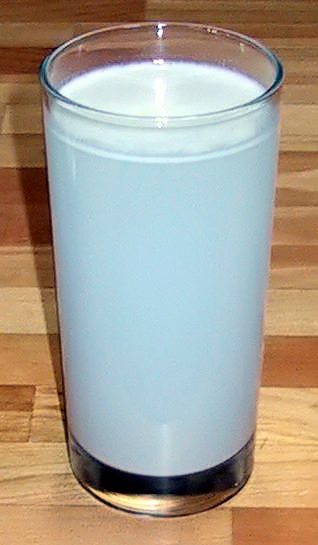
Een mengsel van water en meel: een suspensie

Een mengsel is in de scheikunde een combinatie van twee of meer verschillende zuivere stoffen zonder dat hun moleculen daarbij hun chemische identiteit verliezen. Een mengsel wordt gekarakteriseerd door de moleculen die eraan deelnemen en de verhouding van hun hoeveelheden. Het is mogelijk dat in een mengsel een chemische reactie optreedt, maar daarmee verandert het mengsel; er is na een chemische reactie sprake van een ander mengsel, met een andere samenstelling. De drie bekendste mengsels zijn: oplossingen, emulsies en suspensies.
De chemische samenstelling van een mengsel heeft, naast de mengverhouding, betrekking op de chemische eigenschappen van de ingrediënten, en blijft daarom hetzelfde als atomen worden vervangen door isotopen van hetzelfde chemisch element.
Meer algemeen is een mengsel een combinatie van twee of meer verschillende zaken die door elkaar worden gehusseld: zo is beton een mengsel van  (de zuivere stof) water, en (de mengsels) zand, cement en grind.

## Indeling
Er bestaan verschillende soorten mengsels:
- Heterogeen: de verschillende samenstellende deeltjes kunnen hierin onderscheiden worden. Voorbeelden zijn fruityoghurt en beton.
- Homogeen: de verschillende samenstellende deeltjes kunnen hierin niet meer onderscheiden worden, ze zijn uniform verdeeld in het mengsel. Voorbeelden zijn suikerwater, keukenazijn, (bestendige) humus, lucht.
- Colloïdaal: een tussenvorm tussen homogeen en heterogeen, die afhankelijk is van deeltjesgrootte. Een voorbeeld is melk.

| Aggregatietoestand    | Heterogeen | Homogeen                                                                | Colloïdaal                                        |
| --------------------- | --- | ----------------------------------------------------------------------- | ------------------------------------------------- |
| Vast + vast           | - Grof mengsel - Beton - Kippengraan | - Legering - Brons (koper + tin) - Witgoud (goud + palladium)           |                                                   |
| Vast + vloeistof      | - Meerfase-systeem - Zand in water - Suspensies - Fruitsap met pulp                                                                              | - Oplossingen - Suikerwater - Zoutoplossing                             | - Gel - Vaste emulsie - Suspensie - Vloeibare sol |
| Vloeistof + vloeistof | - Meerfase-systeem - Olie drijft op water - Emulsies - Vinaigrette                                                                               | - Oplossingen - Azijn - Alcohol + water                                 | - Emulsie - Melk                                  |
| Gas + vloeistof       | - Meerfase-systeem - Grote gasbellen in water - Schuim - Badschuim (gas in vloeibaar) - Nevel - Spray uit een deodorant, mist (vloeibaar in gas) | - Oplossingen - Zuurstof in water van een vijver                        | - Vloeibare aerosol - Schuim                      |
| Vast + gas            | - Meerfase-systeem - Kaas met grote gaten - Rook                                                                                                 |                                                                         | - Vaste aerosol - Vast schuim                     |
| Gas + gas             | - Meerfase-systeem - Gassen zijn steeds mengbaar, door dichtheidsverschillen kunnen lagen ontstaan die mengen door roeren                        | - Gasmengsel - Lucht (mengsel van o.a. stikstof (±80%), zuurstof (±20%) | Geen                                              |